# Frank Selvy
Franklin Delano Selvy, detto Frank (Corbin, 9 novembre 1932 – Simpsonville, 13 agosto 2024), è stato un cestista e allenatore di pallacanestro statunitense, professionista nella NBA.

## Carriera
Venne selezionato dai Baltimore Bullets al primo giro del Draft NBA 1954 (1ª scelta assoluta).

## Palmarès
- NCAA AP All-America First Team (1954)
- NCAA AP All-America Second Team (1953)
- 2 volte NBA All-Star (1955, 1962)